# Bono's Restaurant and Deli
Le Bono's Restaurant and Deli est un restaurant américain localisé à Fontana, en Californie. 

## Historique
Le restaurant a ouvert en 1936 afin de servir les voyageurs de la Route 66. À l'origine, le lieu se présentait sous la forme d'un étal de marché. En 1943, la hausse du trafic routier a incité les propriétaires à accroître leur activité, et le bâtiment actuel a été construit pour ouvrir un restaurant. Pendant que la communauté immigrée italienne de Fontana se développait pendant les années 1940, le restaurant est devenu une source locale de nourritures italiennes auparavant introuvables dans le secteur.
Le Big Orange, un stand d'agrumes de 2,1 m en forme d'orange, est situé sur le terrain du restaurant. Le propriétaire, Joe Bono a acheté pendant les années 1990 le stand qui se trouvait cinq kilomètres à l'est et l'a fait déplacer vers son emplacement actuel. Le restaurant possédait auparavant son propre stand en forme d'orange, mais il avait été démoli.
Le restaurant, actuellement fermé, a été ajouté au centre des monuments nationaux en 2008. Joe Bono a reçu la permission de reculer le bâtiment de 6,1 m du Foothill Boulevard in 2013.

## Architecture
L'édifice du restaurant a une conception de style « paquebot » et dispose de rayures rouges et verts représentant sa cuisine italienne ainsi que des vignes peints représentant son vin.